# 新城中町
新城中町（しんじょうなかちょう）は、神奈川県川崎市中原区の地名。丁目のない単独行政地名。住居表示実施済区域。

## 地理
中原区の西部に位置し、北と北東に上小田中、南東に下小田中、南に下新城、西に新城と接している。

## 歴史

### 沿革
- 1979年（昭和54年）11月5日 - 住居表示の実施に伴い、新城字居村道耕地の一部を分離し、新城中町を新設。川崎市中原区新城中町となる[5][6]。

## 世帯数と人口
2025年（令和7年）6月30日現在（川崎市発表）の世帯数と人口は以下の通りである。
| 町丁     | 世帯数    | 人口    |
| -------- | --------- | ------- |
| 新城中町 | 1,054世帯 | 2,036人 |

### 人口の変遷
国勢調査による人口の推移。
| 年                 | 人口  |
| ------------------ | ----- |
| 1995年（平成7年）  | 1,621 |
| 2000年（平成12年） | 1,720 |
| 2005年（平成17年） | 1,685 |
| 2010年（平成22年） | 1,701 |
| 2015年（平成27年） | 1,839 |
| 2020年（令和2年）  | 2,000 |

### 世帯数の変遷
国勢調査による世帯数の推移。
| 年                 | 世帯数 |
| ------------------ | ------ |
| 1995年（平成7年）  | 663    |
| 2000年（平成12年） | 725    |
| 2005年（平成17年） | 707    |
| 2010年（平成22年） | 719    |
| 2015年（平成27年） | 803    |
| 2020年（令和2年）  | 897    |

## 学区
市立小・中学校に通う場合、学区は以下の通りとなる（2022年3月時点）。
| 番・番地等 | 小学校             | 中学校               |
| ---------- | ------------------ | -------------------- |
| 全域       | 川崎市立新城小学校 | 川崎市立西中原中学校 |

## 事業所
2021年（令和3年）現在の経済センサス調査による事業所数と従業員数は以下の通りである。
| 町丁     | 事業所数 | 従業員数 |
| -------- | -------- | -------- |
| 新城中町 | 31事業所 | 234人    |

### 事業者数の変遷
経済センサスによる事業所数の推移。
| 年                 | 事業者数 |
| ------------------ | -------- |
| 2016年（平成28年） | 26       |
| 2021年（令和3年）  | 31       |

### 従業員数の変遷
経済センサスによる従業員数の推移。
| 年                 | 従業員数 |
| ------------------ | -------- |
| 2016年（平成28年） | 284      |
| 2021年（令和3年）  | 234      |

## 施設
- 新城神社[17]

## その他

### 日本郵便
- 郵便番号 : 211-0043[3]（集配局 : 中原郵便局[18]）

### 警察
町内の警察の管轄区域は以下の通りである。
| 番・番地等 | 警察署     | 交番・駐在所     |
| ---------- | ---------- | ---------------- |
| 全域       | 中原警察署 | 武蔵新城駅前交番 |